# الدوري الأمريكي لكرة القدم 2018
الدوري الأمريكي لكرة القدم 2018 (بالإنجليزية: 2018 Major League Soccer season)‏ هو الموسم 23 من  الدوري الأمريكي لكرة القدم. أقيم خلال الفترة 3 مارس 2018 وحتى 8 ديسمبر 2018، وكان عدد الأندية المشاركة فيه  23، وفاز فيه أتلانتا يونايتد.